# Kazaam - Il gigante rap
Kazaam - Il gigante rap (Kazaam) è un film del 1996 diretto da Paul Michael Glaser con Shaquille O'Neal nel ruolo del genio, il protagonista. È una commedia musicale fantastica.